# Stade Guillermo Vargas Roldán
Le stade Guillermo Vargas Roldán est un stade de football situé à San Ramón (Costa Rica).